# Edward Nutkiewicz
Edward Nutkiewicz (Wrocław (Breslavia), Baja Silesia, Polonia) es un actor y director polaco nacionalizado argentino de larga trayectoria en cine, teatro y televisión.

## Carrera
Nacido en Polonia se estableció de muy chico en Argentina. Estudió teatro con Marcelo Lavalle en el IAM entre 1968 y 1969, luego desde 1974 a 1979 estudió y egresó del Conservatorio Nacional de Arte Dramático (ENAD). Integró también el elenco estable del Teatro Municipal General San Martín desde 1980 hasta 1987.
En cine trabajó en películas como: Dibu, la película, Los dueños del silencio (1987) con Thomas Hellberg y Arturo Bonín, Despertar de pasiones (1994) con Silvia Peyrou y Luis Luque, Maldita cocaína (2000) protagonizada por Osvaldo Laport, La puta y la ballena (2003) con Leonardo Sbaraglia y Aitana Sánchez Gijón, y Socios por accidente (2014) con José María Listorti y Pedro Alfonso. Fue dirigido por Carlos Lemos, Carlos F. Borcosque (h), Néstor Lescovich, Omar Pini, Pablo Rodríguez, Carlos Olivieri, Alejandro Stoessel, y Luis Puenzo.
En televisión participó en ciclos como Mujeres asesinas, Mesa de noticias, El precio del poder, Los buscas de siempre, Luna salvaje, Los únicos, Sos mi vida, Casados con hijos, Herederos de una venganza, Montecristo,  El oro y el barro  y Princesa, entre otros títulos.
Es, entre otras cosas, fundador de la sala El Bardo. Creó el equipo el Bardo junto a la actriz Alejandra Bonetto  y Alfredo Noberasco estrenando títulos como El jugador, Un Enemigo del pueblo, Desde el Jardín, Medea, Danza Macabra, Divinas palabras; entre otros. Primero recicló su casa en la calle Independencia convirtiéndola en un teatro, del 1999 al 2002 y luego junto a su mujer compraron un terreno en el barrio porteño de San Telmo y construyeron de cero el nuevo teatro El Bardo.
Actualmente se encuentra radicado en Miami, Estados Unidos donde trabaja en tiras para Telemundo.
Creó el formato teatral llamado Teatro in Situ.

## Vida privada
Está casado con la periodista argentina Mercedes Martí, con quien tuvo a su hija la actriz y modelo Natasha Nutkiewicz. De su primer matrimonio con la pintora Liliana Bosch, tuvieron un hijo Fausto Nutkiewicz Bosch, que se dedica a creaciones visuales.

## Filmografía
- 2014: Socios por accidente
- 2010: La revolución es un sueño eterno
- 2003: La puta y la ballena
- 2001: Maldita cocaína
- 1997: Dibu, la película
- 1994: Despertar de pasiones
- 1994: Sin opción.
- 1991: Los inmortales II: El desafío
- 1988: Las puertitas del Sr. López
- 1987: Las esclavas.
- 1987: Los dueños del silencio.

## Televisión
- 2023: Buenos chicos.
- 2019: Betty en NY
- 2018: Al Otro Lado del Muro.
- 2017: Milagros de navidad.
- 2016: Silvana sin lana
- 2016: Ruta 35.
- 2016: Eva La Trailera.
- 2015/2016: Bajo el mismo cielo.
- 2014: Reina de corazones.
- 2014: Cosita linda.
- 2013: Ecos.
- 2012: Los Únicos.
- 2011: Tiempo de pensar.
- 2011: Herederos de una venganza.
- 2012/2013: Sos mi hombre.
- 2010: Caín y Abel.
- 2008: Aquí no hay quien viva como Omar Panebianco
- 2007: Cara a cara.
- 2007: Romeo y Julieta.
- 2006: Montecristo.
- 2006: Sos mi vida.
- 2006: Collar de Esmeraldas.
- 2005: Mujeres asesinas, ep. Ana María Gómez Tejerina, asesina obstinada.
- 2005: Casados con hijos.
- 2005: Amor en custodia.
- 2005: Pasiones prohibidas.
- 2004: Cuentos clásicos de terror.
- 2004: Frecuencia 04.
- 2004: Jesús, el heredero.
- 2000/2001: Luna salvaje.
- 2000: Los buscas de siempre.
- 2000: Amor latino.
- 1999: El hombre.
- 1998/1999: Muñeca brava.
- 1998: Señoras sin señores.
- 1997: Milady, la historia continúa.
- 1997: Naranja y media.
- 1997: Socios y más.
- 1996: Rostro de Venganza.
- 1996: Montaña rusa, otra vuelta.
- 1995: Poliladron.
- 1994: El día que me quieras.
- 1993: Son de diez.
- 1993: Déjate querer.
- 1993: ¡Grande, pa!.
- 1992: El precio del poder.
- 1992: Primer amor.
- 1992: Zona de riesgo.
- 1992: Luces y sombras.
- 1992: Soy Gina.
- 1991: El oro y el barro.
- 1988: Pasión y poder.
- 1987: Mesa de Noticias.
- 1982: El mundo del espectáculo

## Teatro
- Monólogos del cu...
- Los cuernos de Don Friolera
- Prometeo encadenado
- La mujer del abanico
- El mago
- La transacción
- Santa Juana
- Don Gil de las calzas verdes
- El gigante Amapolas
- Galileo Galilei
- Los justos
- Becket o el honor de Dios
- Lorenzaccio
- Un enemigo del pueblo
- La danza macabra
- Medea
- Marat Sade
- Cien veces no debo
- La cena
- Fausto, un sueño imposible
- Hamlet
- El señor de las Piscinas
- Salón de Belleza
- Colera Island
- Mal de Muerte
- Las tres caras de Venus
- El Monje
- El Jugador
- Es necesario entender un poco
- Cabaret
- El Mercader de Venecia
- El mundo ha vivido equivocado
- La excepción y la regla
- El sillico de alivio
- Subterráneo Buenos Aires
- La mujer silenciosa
- El canto del cisne
- Inodoro Pereyra
- Cada cual atiende su juego
- Sainete del 17
- Nuevas historias para ser contadas
- La mueca
- Los invertidos
- Hamlet
- Lastima que sea una p_ta